# Riacho Jericó
O Riacho Jericó é um riacho (um pequeno rio) brasileiro que banha o estado da Paraíba, localizado no Nordeste brasileiro.